# Wilhelm Figdor
Wilhelm Figdor, född 11 mars 1866 i Wien, död där 27 januari 1938, var en österrikisk botaniker.
Wihelm Figdor blev filosofie doktor i Wien 1891, blev docent i växtanatomi och växtfysiologi vid universitet i Wien 1899 och var extraordinarie professor 1923–1934. Han var en av grundarna av vetenskapsakademins i Wien biologiska försöksanstalt och chef för anstaltens växtfysiologiska avdelning. Figdor reste med Julius von Wiesner till Java, Sumatra och Ceylon 1893. Som fysiolog och experimentell morfolog studerade Figdor särskilt växternas aniosofylliproblem och framlade översikten Die Erscheinung der Anisophyllie. Eine morphologisch-physiologische Studie. (1909).